# 馬歇爾鎮區 (阿肯色州懷特縣)
馬歇爾鎮區（英語：Marshall Township）是位於美國阿肯色州懷特縣的一個行政鎮區。

## 地方資料
馬歇爾鎮區的面積為65.19平方千米，當中陸地面積為65.13平方千米，而水域面積為0.06平方千米。根據2010年美國人口普查的數據，當地共有人口910人，而人口密度為每平方千米13.96人。